# Otto Stern (Schauspieler)
Otto Stern (* 14. Dezember 1921 in Basel; † 5. Juli 1996 in München) war ein Schweizer Schauspieler und Synchronsprecher.

## Leben
Nach dem Abitur erhielt er Schauspielunterricht bei Heinrich George in Berlin. Seine Karriere konnte er erst nach dem Ende des Zweiten Weltkrieges beginnen, als er 1949 unter Fritz Rémond junior am Kleinen Theater am Zoo in Frankfurt am Main auftrat. Dort blieb er bis 1964, dazu war er von 1955 bis 1964 auch bei der Komödie im Marquardt in Stuttgart engagiert. Von 1968 bis 1977 wirkte er an der Kleinen Komödie in München, Gastspiele führten ihn nach Zürich, Hamburg und Köln. 1987 kehrte er wieder nach Frankfurt zurück.
Otto Stern wirkte in mehr als 40 Kinofilmen und 60 Fernseh- und Hörspielproduktionen mit. Er übernahm unterschiedlichste Rollen, meist spielte er angesehene Persönlichkeiten, gelegentlich aber auch Schurken wie in Der Hund von Blackwood Castle. Beim Salvator-Anstich auf dem Münchner Nockherberg parodierte er ab 1984 Bundeskanzler Helmut Kohl. Im Hessischen Fernsehen führte er ein Jahr lang zusammen mit Ursula Herking durch die täglich ausgestrahlte Sendereihe Mit Datum von heute.
Otto Stern wurde auf dem Kirchenfriedhof Oberföhring in München beerdigt.

## Filme (Auswahl)
- 1950: Hochzeitsnacht im Paradies
- 1956: Von der Liebe besiegt
- 1958: Besuch aus der Zone (TV)
- 1961: Bankraub in der Rue Latour
- 1963: Orden für die Wunderkinder (TV)
- 1965: Nachtfahrt (TV)
- 1965: Der Sündenbock (TV)
- 1966: Golden Horn
- 1966: Der Mann, der sich Abel nannte (TV)
- 1966: Brennt Paris?
- 1967: Bürgerkrieg in Rußland – Fünfteiliger dokumentarischer Fernsehfilm
- 1968: Der Hund von Blackwood Castle
- 1968: Im Banne des Unheimlichen
- 1968: Die süße Zeit mit Kalimagdora
- 1968: Zieh dich aus, Puppe
- 1968: Himmelfahrtskommando El Alamein (Commandos)
- 1968: Schloß in den Wolken (TV)
- 1969: Ende eines Leichtgewichts (TV)
- 1969: Sieben Tage Frist
- 1970: Immer bei Vollmond
- 1970: Die Person (TV)
- 1970: Ständig in Angst (Hauser's Memory) (TV)
- 1972: Liebesspiele junger Mädchen
- 1974: Output
- 1977: Das Biest (TV)
- 1979: Die Jubilarin (TV)
- 1981: Das kleine Hotel (TV)
- 1981: Das Hausschaf (TV)
- 1983: Der Tunnel (TV)
- 1984: Weltuntergang (TV)
- 1985: Fridolin (TV)

## Serien (Auswahl)
- 1960–1962: Die Firma Hesselbach als Zimmermann
- 1964: Slim Callaghan greift ein – Einladung zum Mord (Folge 4)
- 1966: Die fünfte Kolonne – Stahlschrank SG III (Folge 4.5)
- 1967: Kommissar Brahm als Inspektor Lenz
- 1967: Der Tod läuft hinterher
- 1967: Das Kriminalmuseum – Die Reisetasche (Folge 5.5) als Meiers
- 1967: Das Kriminalmuseum – Die Kamera (Folge 5.8) als Direktor Bertram
- 1967: Das Kriminalmuseum – Das Kabel (Folge 5.11) als Oberamtmann Baerwald
- 1968: Die fünfte Kolonne – Sonnenblumenweg 7 (Folge 6.1) als Ebert
- 1969: Percy Stuart
- 1970: Die seltsamen Methoden des Franz Josef Wanninger – Zeugen gesucht
- 1972: Der Kommissar – Mykonos (Folge 4.11)
- 1972: Merkwürdige Geschichten – Ein Schatten seiner selbst (Folge 13)
- 1975: Bitte keine Polizei – Schöne Ferien (Folge 13)
- 1977: Der Alte – Konkurs (Folge 1.7)
- 1981: Tatort – Usambaraveilchen
- 1984: Ein Fall für Zwei – Zuckerbrot und Peitsche (Folge 4.6)
- 1985: Die Schwarzwaldklinik – Der Kunstfehler + Die falsche Diagnose, als Dr. Runge
- 1986: Hessische Geschichten

## Hörspiele (Auswahl)
- 1961: Philip Levene: Der Augenzeuge – Regie: Heinz-Otto Müller (Hessischer Rundfunk)
- Die Grandauers und ihre Zeit (1979–1985)

## Synchronarbeiten (Auswahl)
- Sindbad (1975) (TV-Serie) als Ali Baba I
- Falcon Crest (1981–1990) (TV-Serie) als Carlo Agretti (Carlos Romero)